# 强东玥
强东玥（1994年3月31日—），出生于中国江苏省苏州市，是一名中国大陆流行音乐女歌手。毕业于华东师范大学。2012年在“翼曲飞扬上海电信校园歌手大赛”获得全国总亚军，2013年成为独立音乐人。之后还参加《超级女声》、《中国有嘻哈》、《创造101》等选秀节目。